# Машина війни
«Машина війни» (англ. War Machine) — американський військово-комедійний фільм, знятий Девідом Мішо за мотивами книги «Координатори» Майкла Гестінгса. Фільм розповідає про американського генерала Стенлі Мак-Крістала, який командував Міжнародними силами сприяння безпеці в Афганістані, але пішов у відставку через різкі вислови в адресу Білого дому.

## У ролях

### Оточення Макмехона
- Бред Пітт — генерал Глен Макмехон (заснований на Стенлі Маккристалі)
- Ентоні Хейс — лейтенант-командер Піт Дакман
- Еморі Коен — капрал Віллі Данн
- RJ Cyler — сержант-технік Енді Мун
- Тофер Грейс — Метт Літтл
- Ентоні Майкл Голл — генерал-майор Генк Пулвер
- Джон Магаро — полковник Корі Бьоргер
- Скут Макнейрі — Шон Каллен

### Політики
- Бен Кінґслі — Хамід Карзай
- Реджі Браун — Барак Обама
- Тільда Свінтон — німецький політик

### Бойові морпіхи
- Вілл Поултер — сержант Рікі Ортега
- Лейкіт Стенфілд — капрал Біллі Коул
- Джош Стюарт — капітан Дік Норт
- Піко Александер — Трей Ванделла

### Інші
- Гріффін Данн — Рей Кануччі, старший посадовець Державного департаменту США
- Рассел Кроу — генерал Боб Вайт (заснований на Девіді Петреусі)

## Виробництво
Зйомки фільму почались у середині жовтня 2015 року в Лондоні.